# 파르팔레
파르팔레(이탈리아어: farfalle, 단수: farfalla 파르팔라[*]) 또는 스트리케티(이탈리아어: strichetti, 단수: strichetto 스트리케토[*])는 이탈리아의 파스타이다. 나비를 의미하는 이탈리아어 단어 farfalla에서 파생되었다. 별칭은 나비넥타이 파스타이다. 마지막 철자 e는 여성명사의 복수형이어서 나비들이라는 뜻이 된다.
이탈리아로 ‘나비넥타이’라는 의미다. 소스를 많이 묻히고 받아들이기 좋은 모양을 하고 있어 오일 소스보다는 육류나 크림을 넣은 소스와 잘 어울린다.
파르팔레의 기원은 16세기이며 롬바르디아 주와 에밀리야로마냐 주에서 시작되었다.

## 종류
파르팔레는 크기가 다양한 대신 모양만큼은 동일하다. 대부분 파팔라 하나 하나는 사각형이나 타원형 모양으로 양쪽 모두 끝이 말려 있으며 가운데 부분은 독특한 모양을 만들기 위해 맞물려 있다. 가끔 파르팔레 리가테라고 하여 파이고 들어간 부분이 나타나기도 한다. 토마토나 시금치를 첨가하거나 그냥 면으로 내놓을 수도 있다. 닭고기와 곁들여 내놓기도 하며 크림 소스와 토마토 소스 모두에 잘 어울린다.
조금 더 큰 형태의 파르팔레를 말하는 파르팔로네와 작은 형태인 파르팔리네가 있다.
참고로 파르팔레는 유대인의 전통 요리인 계란반죽 파스타 파르플과는 관련이 없다.